# 森嶋將士
森嶋 將士（もりしま まさし、1969年10月29日 - ）は、神奈川県出身の元俳優。ネオ・エージェンシーに所属していた。

## 人物
身長171cm。体重57kg。
劇団青年座研究所、YMCAシナリオ学校卒。北海道新冠郡新冠町の「有限会社スピードファーム」のサラブレッド育成場では調教助手を務めていたほか、映画『水の女』では助監督として活動した。
趣味はシナリオ、パソコン、麻雀、スノーボード、乗馬、バイク。特技は救助法（ライフガード）、日本プロ麻雀連盟二段。
第一種運転免許、普通自動二輪車、富士登山、タイバンジージャンプ、ライフガード大会出場、ホノルルマラソン完走、セスナ操縦、ライフル射撃など多くの免許・資格を有する。

## 出演作品

### テレビドラマ
- 明日を抱きしめて（2000年）
- 愛の劇場 / 永遠の1/2 第40話（2000年）
- 仮面ライダーシリーズ
  - 仮面ライダー龍騎 第1話（2002年） - バイカー
  - 仮面ライダー555 第26話（2003年） - クラブの男[2] / フロッグオルフェノク（声）[3]
  - 仮面ライダーキバ 第29話（2008年） - チンピラ[4]
- 精霊流し〜あなたを忘れない〜 第12話（2002年）
- お義母さんといっしょ（2003年）
- メッセージ〜言葉が裏切っていく〜（2003年）
- 大河ドラマ / 武蔵 MUSASHI（2003年） - 手下
- 月曜ミステリー劇場 / カードGメン・小早川茜 第5作（2003年） - データー管理課社員
- 爆竜戦隊アバレンジャー 第46話（2004年） - 運転手
- 相棒 Season2 第19話（2004年） - 公園の男
- 金曜エンタテインメント→金曜プレステージ
  - サラリーマン刑事 第4作（2004年）
  - 新宿の母物語（2006年） - 中年男
- ウルトラQ dark fantasy 第7話（2004年） - 警官
- アットホーム・ダッド 第11話（2004年） - カメラマン
- 金曜ナイトドラマ / ああ探偵事務所 第3話（2004年） - 警官
- 水曜ドラマ
  - 一番大切な人は誰ですか? 第10話（最終回）（2004年） - チンピラ
  - 働きマン 第11話（最終回）（2007年） - 記者
- 日本の歴史（2005年） - 武士
- 緋の十字架 第56話（2005年） - ヤクザ風の男
- 白夜行 第2話（2006年） - 刑事
- 土曜ワイド劇場 / 夜桜お七殺人事件（2006年） - 野崎竜次
- PS羅生門 警視庁東都署 第3話（2006年） - ヤクザ
- 黄金の舌 / 地獄少女 第2話（2006年） - チンピラ
- 土曜ドラマ / 喰いタン2 第7話（2007年） - 担任の先生
- スポバラ・ドラマ24 / エリートヤンキー三郎 第8話（2007年） - ヤクザ
- 黒澤明ドラマスペシャル・第二夜「生きる」（2007年）
- スワンの馬鹿! 〜こづかい3万円の恋〜 第9話（2007年）
- 土曜ドラマ / ロス:タイム:ライフ（2008年）
  - 第2節「刑事編」 - チンピラ
  - 第7節「極道の妻編」 - 勝矢組組員
- 水曜ミステリー9 / ブランド刑事 第3作（2008年） - 偽ブランド品窃盗犯
- パンは焼きたて

### テレビ番組
- 奇跡の生還! 九死に一生スペシャル 9、12（2001年）
- ほんパラ!関口堂書店→ほんパラ!痛快ゼミナール（2001年）
- ウルトラショップ（2002年）
- 踊る!さんま御殿!!

### 映画
- YAWARA!（1989年）
- 四十七人の刺客（1994年）
- 119（1994年）
- 仮面学園（2000年）
- 実録・夜桜銀次（2001年）
- リターナー（2002年）
- やくざの詩 OKITE 掟（2003年）
- NIN×NIN 忍者ハットリくん THE MOVIE（2004年） - 劇中ロケスタント

### オリジナルビデオ
- 侠道 3・4（2000年）
- 実録シリーズ
  - 実録・土佐游侠外伝 鯨道（2000年）
    - 5「侠骨」
    - 12

  - 実録・日本やくざ列伝 義戦（2001年）
    - 昇龍篇
    - 5・6「瀬戸内ヤクザ戦争」

### CM
- 東京三菱銀行
- ダイドーブレンドコーヒー リアルブラック「白田アーサー篇」（2002年）
- パチスロ一撃帝王 「畑山篇」（2002年）
- 東芝エレベータ 「ミッション・ポッシブル篇」（2004年）
- 栃木県経済同友会（2004年）
- セガ 龍が如く（2005年）
- ミズノ ランバード

### 舞台
- 劇団青年座 「ステージ・ドア」
- 二代目・西崎緑 -欧州公演-「八百比丘尼姫」
- 君去りし後 - 富山公演 - - 演出･脚本･主演
- 小夜姫草紙

### スチール
- 綜合警備保障

### イベント
- サンクス

### VP
- ベネッセコーポレーション 進研ゼミ 小5チャレンジ

## 著書
- 中年記（2009年）